# Emma Pettersson
Emma Chatarina Fredrika Pettersson, född 16 december 1875 i Fleringe församling, Gotlands län, död där 5 augusti 1958, var en gotländsk vissångerska.

## Uppväxt
Emma Pettersson var född vid gården Skymnings i Fleringe. Hon var dotter till husbonden vid Skymnings, Petter Lorenz Jacobsson (1836–1918) och hans hustru Emma Christina Elisabeth Ahlström (1849–1914). Emma Pettersson arbetade som piga fram till 1905 då hon gifte sig med sjömannen och jordbrukaren Carl Niklas Hjalmar Pettersson (1869–1935) vid gården Burgdal vid Medebys i Fleringe. Makarna Pettersson är begravda på Fleringe kyrkogård.

## Repertoar och sångsätt
Under 1950-talet uppmärksammades Emma Pettersson av spelmannen och folkmusikupptecknaren Svante Pettersson och dennes bror, folklivsforskaren Ragnar Bjersby, när de dokumenterade en folklig vistradition på Gotland. Emma Pettersson gjorde stort intryck på de två bröderna som fascinerades av hennes repertoar och sångteknik. Svante Pettersson och Ragnar Bjersby publicerade sina uppteckningar efter Emma Pettersson i boken Gutavisor. I bokens biografidel beskriver de Emma Pettersson skriver de att "Emma Pettersson förmedlade en känsla av att socknen [Fleringe] också stått för en vistradition av särskild tyngd. Hennes repertoar var i nummer räknad inte så omfattande, men den hade kvaliteter som pekar mot särskilda traditionssammanhang/.../Hennes speciella sätt att sjunga - underfundigt, stillsamt - kan möjligen också det sättas i samband med ett äldre traditionssammanhang". Den förmodligen mest spridda visan ur Emma Petterssons repertoar är Gubben u källingi tåntä si yvar gärdi som bland annat fått spridning hos en bredare publik när den spelades in av Georg Riedel på skivan Adventures in Jazz and Folklore från 1965.

### Inspelningar
År 1956 gjorde radioproducenten Matts Arnberg vid dåvarande Radiotjänst fältinspelningar av folkmusik på Gotland. Svante Pettersson och Ragnar Bjersby fungerade då som lokala kontaktpersoner som förmedlade kontakt med Emma Pettersson som var en av ett tjugotal spelmän och sångare som dokumenterades under resan. Inspelningarna med Emma Pettersson finns utgivna på skivan Luntilua: Matts Arnbergs fältinspelningar av visor på Gotland 1956 av Sjelvar Records 2008.